# Eurysternus cayennensis
Eurysternus cayennensis là một loài bọ cánh cứng trong họ Bọ hung (Scarabaeidae).